# Konventionen om sjömäns arbetstid och bemanning
Konventionen om sjömäns arbetstid och bemanning (ILO:s konvention nr 180 om sjömäns arbetstid och bemanning, Seafarers' Hours of Work and the Manning of Ships Convention) är en konvention som antogs av Internationella arbetsorganisationen (ILO) den 22 oktober 1996. Konventionen påbjuder att medlemsstater reglerar arbetstiden och bemanningen ombord på skepp.
I juli 2014 hade 21 av ILO:s 183 medlemsstater ratificerat konventionen, varav 18 därefter sagt upp den.